# 雑踏警備

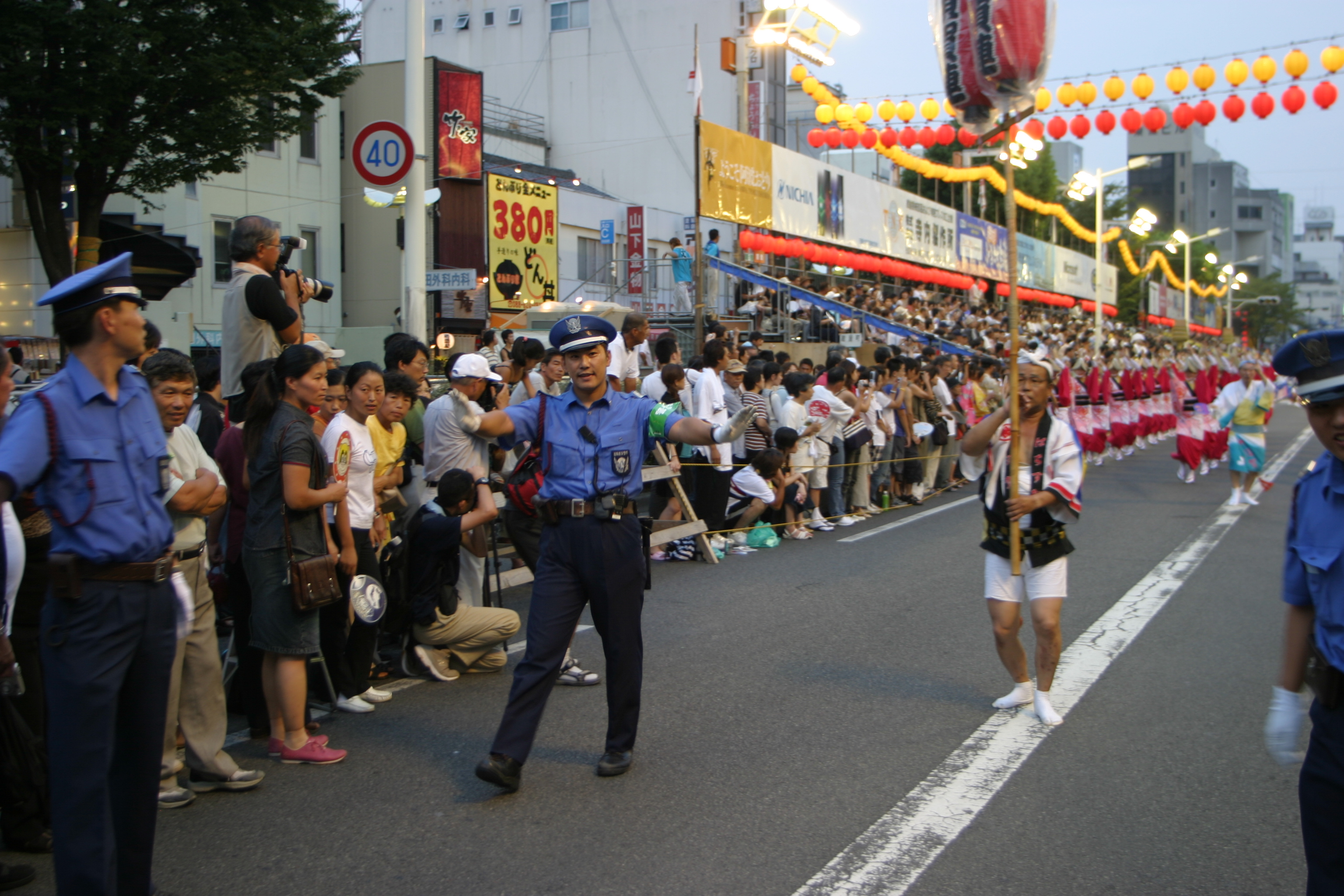
雑踏警備中の警備員（徳島県・阿波おどり）

雑踏警備（ざっとうけいび）とは、多くの人々が集中することによる群集事故や雑踏事故を防ぐための警備である。

## 概要
雑踏警備の目的は、雑踏により発生する事故や混乱の防止である。群集事故は一度に多数の死者を出した事例もあり、それを防止するためには、事前に警備計画を策定しなければならない。
特定または不特定多数の人員が集まる、展覧会や祭り、屋外イベント、スポーツイベントなどが開催されている場所やその近隣での人員整理や誘導、案内を行い、歩行者の歩行路の確保や、過密状態の回避や緩和、不審物の発見、緊急時の対応などを行う。事故や人員の滞留を防ぐため、事前の広報活動を含めて注意箇所への照明や案内板の設置、避難路の確保も行われる。
雑踏警備は、イベントの主催者や施設管理者、それらから委託された警備会社のみならず、必要に応じて警察法第2条に基づき、警察によっても行われる。平成24年度には年間のべ48万8千人の警察官がこれら警備に動員されている。催事警備（さいじけいび）とも称され、警備業法においては第二条の第二号に規定されている警備業務であるため、二号警備または二号業務とも称される。
警備会社の場合はイベント会社から仕事を請け、当日に個別で現地へ派遣されることとなる。警備会社が雑踏警備を行う場合は、あくまでも相手の任意的協力に基づくものであり、警察官や交通巡視員の行うものと違って法的強制力は無い。

## 方法

### 入場規制
来場者の数が多く、会場のキャパシティを超える恐れがある場合は、入り口を閉鎖することにより密集を防ぐ。ただし、入場できなかった人間は、そのままでは入り口付近に滞留してしまうため、入れなかった人々をどのように誘導するかは、あらかじめ決めておかなければならない（迂回させる、整列させる、引き返させるなど）。また、混雑の状況に応じて入り口を開閉するなどの対応が必要になる場合がある。

### 立ち入り規制
群集事故の危険性のある場所（たとえば、袋小路になっている場所）は、あらかじめ封鎖する。

### 立ち止まり規制
人が滞留することを防ぐため、立ち止まらずに進むように促す。足を止めたい人を強制的に進ませるのは難しいため、立ち止まりたくなるような場所（自動販売機、人目を引き付ける看板等）は事前に閉鎖する等の対策が考えられる。また、進みたくなるような誘導（表示や声掛け）も重要である。

### 進行方向の制限
出入り口や通路を一方通行とすることにより、人の流れが衝突して、人が滞留することを防ぐ。

### 迂回路への誘導
会場への近道を封鎖し、来場者に遠回りしてもらうことにより、会場への集結速度を遅延させ、密集を防ぐ。進行方向の制限と組み合わせて、入場は遠回りさせ、出場は近道を使わせる等の方法がある。また、最寄りの駅やバス停等の公共交通機関を使わせず、遠くの駅やバス停へと誘導し、混雑を緩和する方法もある。

### 動物を使用した雑踏警備
ウマやラクダに騎乗した警察官が雑踏警備、特にデモ鎮圧に投入されることがある。詳細は「騎馬警官」を参照のこと。

### 交通規制を使用した雑踏警備
警察官の権限に基づいて交通規制を実施することがある。詳細は「交通規制」を参照のこと。

## 雑踏警備業務の事例
2001年（平成13年）7月21日に発生した、明石花火大会歩道橋事故は、警察などによる雑踏警備の失敗から惨事を引き起こした事例として、現在でも挙げられている。この事故をきっかけに2005年（平成17年）11月、警備業法と国家公安委員会規則が改正され、従来の常駐警備、交通誘導警備などの警備業務検定に雑踏警備が新設された。
また2013年（平成25年）6月4日、2014 FIFAワールドカップ・アジア予選に関連して渋谷スクランブル交差点に群衆が集合した際には、誘導の警察官が巧みな話術を用いてトラブルの抑止に務めた。この警察官には「DJポリス」とのニックネームが付けられ、その功から他の警察官とともに警視総監賞が授与された。